# Krithe adelspergi
Krithe adelspergi är en kräftdjursart som beskrevs av Brouwers 1990. Krithe adelspergi ingår i släktet Krithe och familjen Krithidae. Inga underarter finns listade i Catalogue of Life.